# Сухой Ташлык (приток Мокрого Ташлыка)
Сухой Ташлык (укр. Сухий Ташлик) — правый приток реки Мокрый Ташлык, протекающий по Новоукраинскому и Кропивницкому (Кировоградская область), Черкасскому (Черкасская область) районам (Украина).

## География
Длина — 37, 48,2 км (24,9 км в Кировоградской области, 23,3 км — Черкасской). Площадь водосборного бассейна — 261, 259 км² км² (141 км² в Кировоградской области, 118 км² — Черкасской). Русло реки в нижнем течении (село Вербовка) находится на высоте 118,3 м над уровнем моря. Река и её водоёмы используются для сельского хозяйства и рыбоводства.
Берёт начало от ручья в селе Шпаково в Новоукраинском (бывшем Новомиргородском) районе. Река течёт на север, пересекает административную границу Кировоградской и Черкасской областей. Впадает в реку Мокрый Ташлык (на 2,8-км от её устья) в селе Копейчана. 
Русло средне-извилистое. На реке и её притоках созданы пруды и водохранилища. Питание смешанное с преобладающим снеговым. Ледостав длится с начала декабря по середину марта. Пойма реки заболоченная, с луговой или тростниковой растительностью; есть лесные насаждения. 
Реку в верхнем течении между сёлами Красноселка и Баландино пересекает магистральный газопровод Союз.
Притоки (от истока до устья): балка Баландинская, Коханка; а также множество безымянных.
Населённые пункты на реке (от истока до устья):
Новоукраинский район (Кировоградская область)
1. Шпаково

Кропивницкий район (Кировоградская область)
1. Хайновка
2. Ставидла
3. Красносёлка

Черкасский район (Черкасская область)
1. Баландино
2. Калиновка
3. Вербовка
4. Лебедевка
5. Копейчана